# Особиста порука
Особиста порука — запобіжний захід, який полягає в наданні особами, що заслуговують на довіру, письмового зобов'язання про те, що вони поручаються за виконання підозрюваним, обвинуваченим покладених на нього обов'язків і зобов'язуються доставити його до органу досудового розслідування чи суду на першу вимогу.

## Умови застосування
1. Особиста порука заснована на довірі до поручителя з боку суду. Поручителями можуть бути особи з високими моральними якостями, які є соціально адаптованими, чесно ставляться до праці і виконання громадських обов'язків, за що мають авторитет у колективі або за місцем проживання та які можуть в разі потреби доставити обвинуваченого в органи досудового розслідування та забезпечити його належну поведінку. При необхідності суд має право витребувати відповідні документи чи довідки.
2. Кількість поручителів визначається слідчим суддею, судом. Однієї особи достатньо лише у випадку, коли вона заслуговує на особливу довіру.
3. Поруку може бути застосовано лише за згодою чи клопотанням поручителів.

## Порядок застосування
Громадяни, які бажають стати поручителем (тобто взяти на себе всі відповідні обов'язки), повинні подати заяву слідчому, прокурору чи суду. Слідчий чи прокурор звертаються до місцевого суду з клопотанням про застосування запобіжного заходу у вигляді особистої поруки. Слідчий суддя, суд переконується в тому, що поручителі дійсно мають можливість здійснювати позитивний вплив на підозрюваного, обвинуваченого і забезпечити виконання ним процесуальних обов'язків. Крім того, їм роз'яснюється, у вчиненні якого кримінального правопорушення підозрюється або обвинувачується особа, передбачене законом покарання за його вчинення, їхні обов'язки та наслідки їх невиконання, право на відмову від прийнятих на себе зобов'язань та порядок реалізації цього права. Про застосування особистої поруки як запобіжного заходу слідчий суддя, суд постановляє ухвалу.
Поручителі мають право відмовитись від взятих на себе зобов'язань до порушення взятих на себе зобов'язань і притягнення до відповідальності. У такому разі він забезпечує доставку підозрюваного, обвинуваченого до органу досудового розслідування чи суду для вирішення питання про заміну йому запобіжного заходу на інший.
Застосовується рідко (26 разів у 2022 році).

## Відповідальність за порушення
У разі невиконання поручителем взятих на себе зобов'язань на нього накладається грошове стягнення:
- у провадженні щодо кримінального правопорушення, за вчинення якого передбачене покарання у виді позбавлення волі на строк не більше трьох років, або інше, більш м'яке покарання, — від двох до п'яти розмірів прожиткового мінімуму для працездатних осіб;
- у провадженні щодо злочину, за вчинення якого передбачене покарання у виді позбавлення волі на строк від трьох до п'яти років, — від п'яти до десяти розмірів прожиткового мінімуму для працездатних осіб;
- у провадженні щодо злочину, за вчинення якого передбачене покарання у виді позбавлення волі на строк від п'яти до десяти років, — від десяти до двадцяти розмірів прожиткового мінімуму для працездатних осіб;
- у провадженні щодо злочину, за вчинення якого передбачене покарання у виді позбавлення волі на строк понад десять років, — від двадцяти до п'ятдесяти розмірів прожиткового мінімуму для працездатних осіб.

## Інші країни
Запобіжний захід у вигляді особистої поруки застосовується також в інших країнах, зокрема Латвії (ст. 258 КПЗ), Казахстану (ст. 142 КПК), Молдови (ст. 179 КПК). У цих країнах кількість поручителів має бути не менше двох (у Молдові також — не більше п'яти). Крім того, у Молдові кожен поручитель вносить на депозитний рахунок прокуратури або суду грошову суму від 50 до 300 «умовних одиниць» (1 «умовна одиниця» = 50 леїв). Так само він присутній у кримінально-процесуальному законодавстві Білорусі (ст. 121 КПК) та Азербайджану (ст. 166 КПК), в обох країнах поручителі вносять депозит; відсутній у Киргизстані (ст. 104 КПК — перелік). Загалом запобіжний захід є подібним до передбаченого КПК України.
У Великій Британії при застосуванні у кримінальному процесі інституту bail однією з умов його застосування може бути наявність «поручителя» — особи, яка зобов'язується сплатити суду певну визначену суму у випадку порушення обвинуваченим вимог bail (Bail Act 1976, Section 8).
Особиста порука присутня у кримінально-процесуальному законодавсті Китаю. У разі прийняття рішення про звільнення з покладенням обов'язків підозрюваний чи підсудний повинен представити поручителя або сплатити заставу. Поручитель має бути не залученим до справи, не мати обмежень політичних прав і особистих свобод, мати постійне місце проживання і джерело доходу, а також мати можливість виконувати обов'язки поручителя. Поручитель зобов'язаний слідкувати, щоб особа, за яку він поручився, виконувала встановлені обов'язки, і вчасно повідомити виконавчі органи, якщо ця особа їх порушила або може порушити (в іншому разі на поручителя накладається штраф). Обов'язки, які покладаються на особу, за яку поручились: не залишати населений пункт проживання без дозволу, повідомляти про зміну місця проживання, роботи або контактної інформації, своєчасно приходити до суду за викликом та не перешкоджати свідкам та не знищувати і не фальсифікувати докази. В окремих випадках можливе покладення додаткових обов'язків: не відвідувати окремі місця, не спілкуватись з визначеними особами, утриматись від певної активності або здати на зберігання документи, необхідні для в'їзду чи виїзду. (ст. 68–71 Кримінально-процесуального кодексу КНР).